# 哈斯萨恩普尔
哈斯萨恩普尔（Hassanpur），是印度哈里亚纳邦Faridabad县的一个城镇。总人口9089（2001年）。

## 人口
该地2001年总人口9089人，其中男性4870人，女性4219人；0—6岁人口1670人，其中男893人，女777人；识字率52.48%，其中男性为61.97%，女性为41.53%。